# FastPort

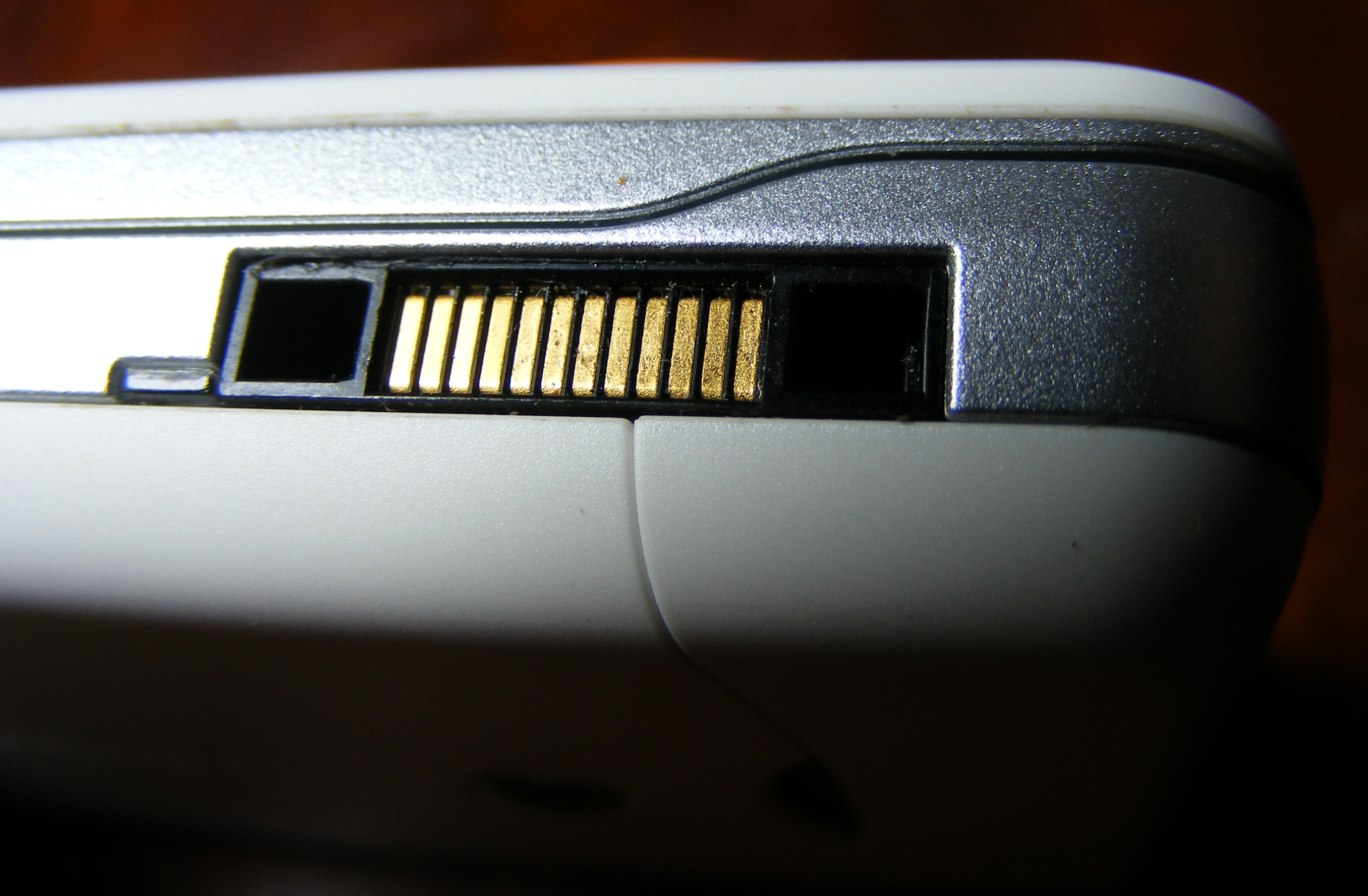
Роз'єм «FastPort» телефону Sony Ericsson W205.

FastPort — фірмовий пропріетарний інтерфейс, що застосовувався на всіх мобільних телефонах Sony Ericsson в період з 2005 по 2010 рік. Він забезпечував передачу даних, підключення стерео гарнітури чи портативного гучномовця, а також заряджання пристрою через один загальний інтерфейс.

## Опис і функції

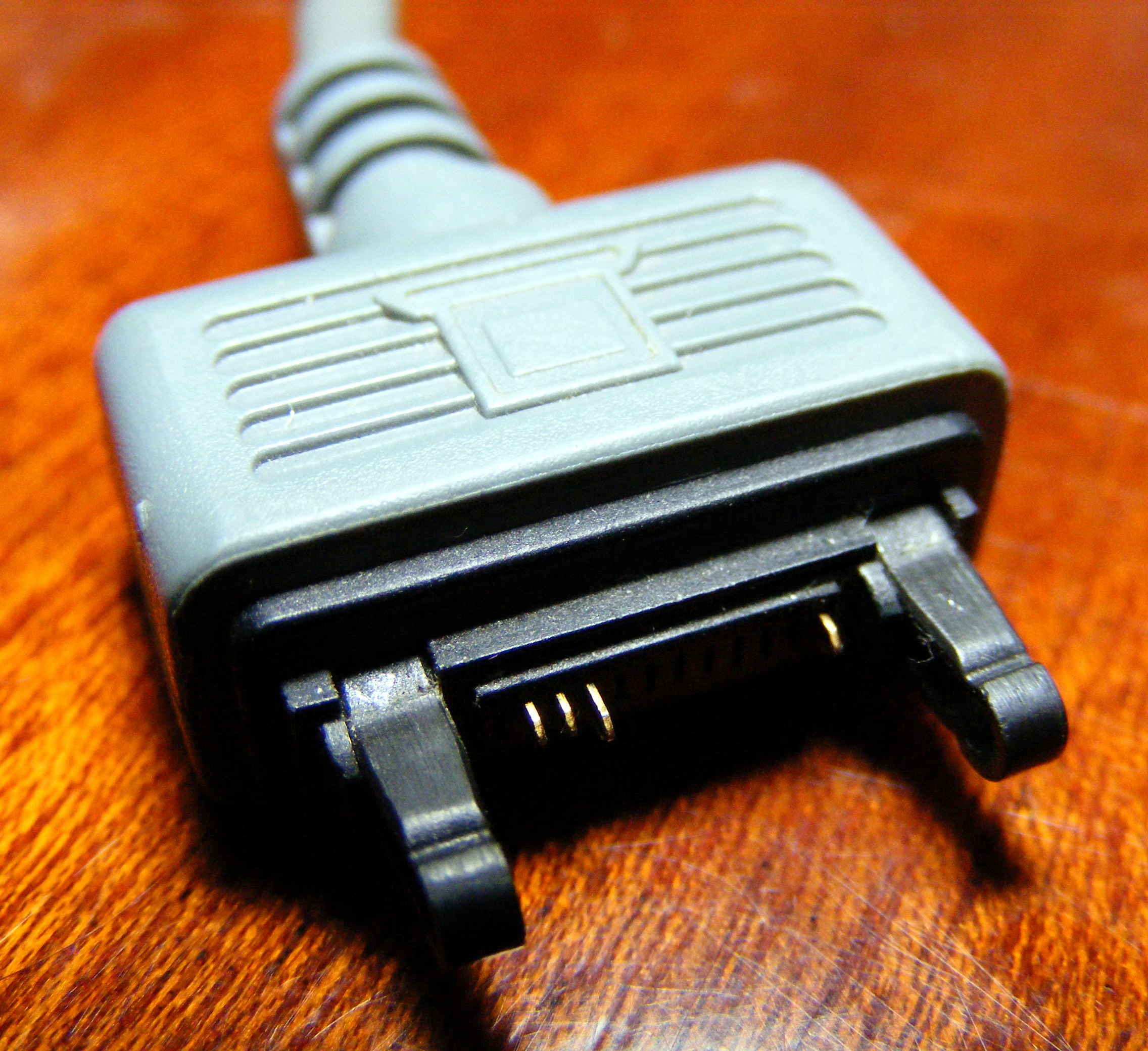
FastPort на кабелі DCU-60 для передачі даних.

Роз'єм має 12 контактів для двобічної передачі електричних сигналів і два отвори для фіксації конектора в роз'ємі пристрою. Розміри порту складають 20х5 мм. На фронтальній стороні конектора знаходиться символ, який вказує на тип пристрою і допомагає визначити правильність підключення аксесуара.

### Передача даних і файлів
USB FastPort-кабель дозволяє здійснювати передачу файлів і даних між комп'ютером і мобільним телефоном Sony Ericsson. Більшість моделей телефонів можуть виступати як USB-накопичувач, модем. Також є можливість завантаження нових прошивок за допомогою програми оновлення Sony Ericsson Update Service, або за допомогою стороннього програмного забезпечення.

### Заряджання акумулятора
FastPort є єдиним способом заряджання акумулятора телефона. Зарядні пристрої поставляються в декількох варіантах, від 12/24 DC для використання в автомобілях, а також для роботи у мережі змінного струму напругою 100-250 вольт. Заряджання відбувається також при підключенні телефону до комп'ютера.

### Звукові аксесуари та гарнітури
Порт дозволяє підключати провідну гарнітуру, звукові колонки і т.д.

## Переваги та недоліки

### Переваги
- Сумісність аксесуарів з усіма телефонами, оснащеними інтерфейсом FastPort.

### Недоліки
- Відносно невеликий термін служби роз'єму в телефоні;
- Відсутність можливості підключення двох аксесуарів одночасно, якщо один з них не оснащений спеціальним роз'ємом-перехідником;